# Песьянська сільська рада
Песья́нська сільська рада (рос. Песьянский сельский совет) — сільське поселення у складі Куртамиського району Курганської області Росії.
Адміністративний центр — село Песьяне.
Населення сільського поселення становить 862 особи (2017; 1122 у 2010, 1460 у 2002).

## Склад
До складу сільського поселення входять:
| Населений пункт   | Населення, осіб (2002) | Населення, осіб (2010) |
| ----------------- | ---------------------- | ---------------------- |
| Ключики, присілок | 294                    | 177                    |
| Леб'яже, присілок | 132                    | 99                     |
| Песьяне, село     | 871                    | 723                    |
| Степне, присілок  | 163                    | 123                    |